# Siemerode
Siemerode ist ein Ortsteil der thüringischen Stadt Heilbad Heiligenstadt im Landkreis Eichsfeld.

## Geographie und Verkehr
Der Ort liegt an der Thüringer Landesstraße 1005 und der Deutschen Märchenstraße nahe der niedersächsisch-thüringischen Grenze. Umliegende Orte sind Bischhagen, Streitholz, Günterode und Weißenborn in Niedersachsen.
Erreicht werden kann Siemerode über die Anschlussstelle „Heilbad Heiligenstadt“ an der Bundesautobahn 38. Der nächste Bahnhof befindet sich ebenfalls in Heilbad Heiligenstadt.

## Geschichte
Siemerode wird 1236 erstmals als Simartherode in einer Schenkungsurkunde des Mainzer Erzbischofs erwähnt. Es wurde fälschlicherweise auch mit einer Wüstung Selmanroth verwechselt, welche allerdings in der Gemarkung Birkenfelde liegt und in einer Urkunde von 1055 erwähnt wird. Der Siedlungskern um einen größeren Anger bildete eine Rundlingsform mit umliegenden Bauernhöfen. Um 1300 kamen Siedler der späteren Wüstung Grimmelbach bei Bischhagen in den Ort und ließen sich westlich des Ortskernes an der Pfaffenbreite nieder. Hier entstand auch ein Vorwerk oder Gutshof, den 1689 Theodor von Steinmetzen erwarb. Bis zur Säkularisation gehörten Siemerode und die umliegenden Orte zur Kurmainz. Von 1802 bis 1945 war Siemerode Teil der preußischen Provinz Sachsen.
Bei einem US-amerikanischen Jagdbomberangriff am 9. April 1945 kamen 6 Einwohner ums Leben, 3 davon Kinder. Die Kirche wurde durch Volltreffer zerstört. Am gleichen Tag wurde der Ort besetzt. Von der in den Jahren 1732 und 1733 errichteten St.-Nikolaus-Kirche blieb lediglich der Chorraum mit Altar und Kanzel bestehen. Das Haus wurde alsbald wieder aufgebaut und konnte 1950 konsekriert werden. Die beiden Türme mit ihren Zeltdächern konnten erst 1953–56 realisiert werden. Das Schäfertor des einstigen Zisterzienserinnenklosters Teistungenburg fand als Hauptportal Verwendung, während die Kassettendecke aus dem Kloster Anrode stammt.
Ab Dezember 1942 waren in Siemerode Zwangsarbeiter aus der Ukraine im Einsatz.
Ab Anfang Juli 1945 war Siemerode Teil der sowjetischen Besatzungszone. Von 1949 bis zur Wiedervereinigung gehörte Siemerode zur DDR.
Im Juli 1986 beging die Gemeinde Siemerode mit einer Festwoche das Jubiläum der 750-Jahr-Feier. 1990 wurde die eigenständige Gemeinde Teil des neuen Bundeslandes Thüringen.
Am 1. Januar 1991 schlossen sich die Gemeinden Siemerode, Mengelrode, Bischhagen und Streitholz zur neuen Gemeinde Hohes Kreuz zusammen, die vom 2. Januar 1992 bis zum 31. Dezember 2023 der Verwaltungsgemeinschaft Leinetal angehörte.
Siemerode ist seit 1. Januar 2024 Ortsteil der Stadt Heilbad Heiligenstadt.
Im Ort gibt es einen Kindergarten und eine Grundschule. Im Jahr 2011 lebten 754 Einwohner in Siemerode.

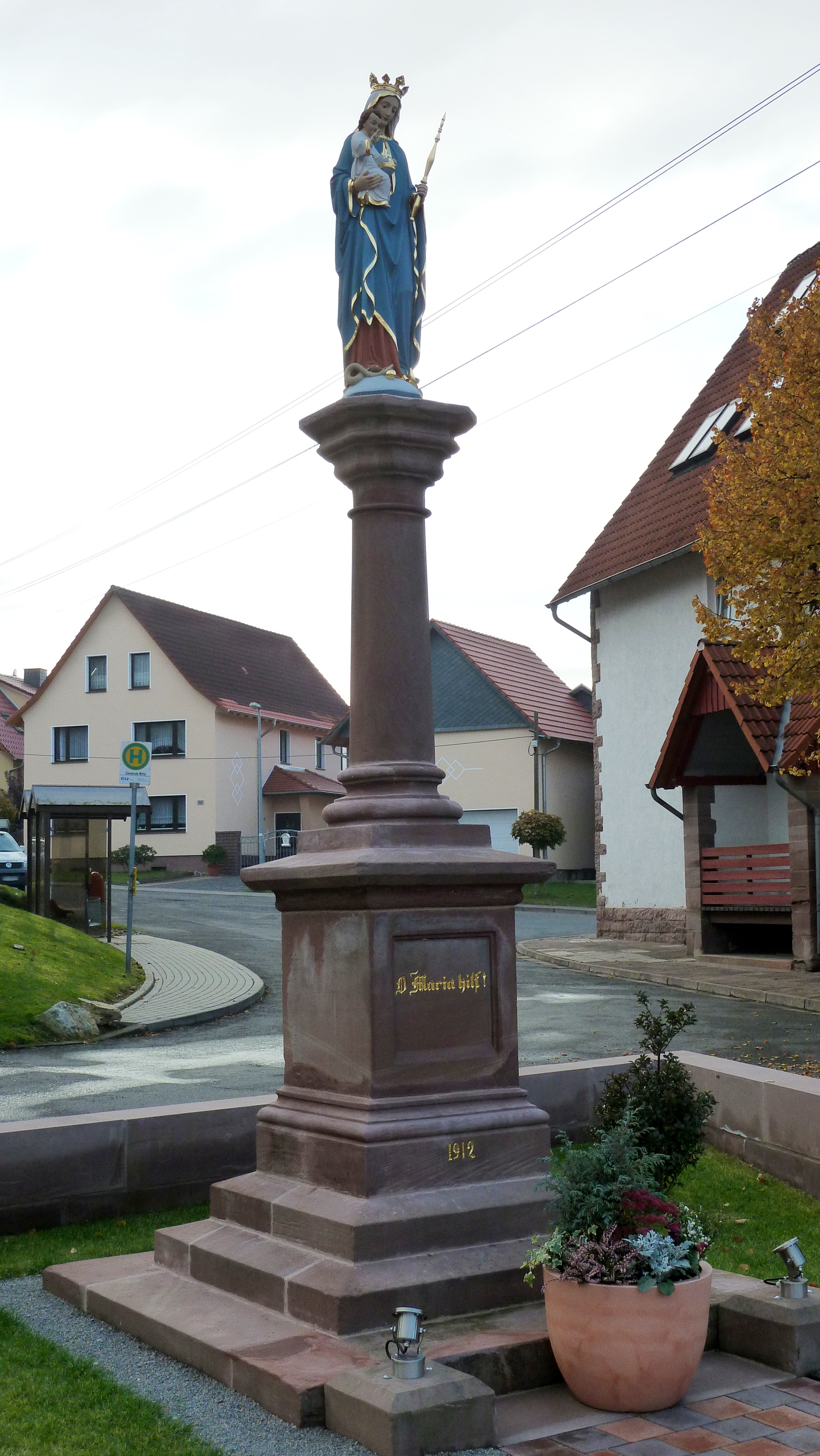
Mariensäule
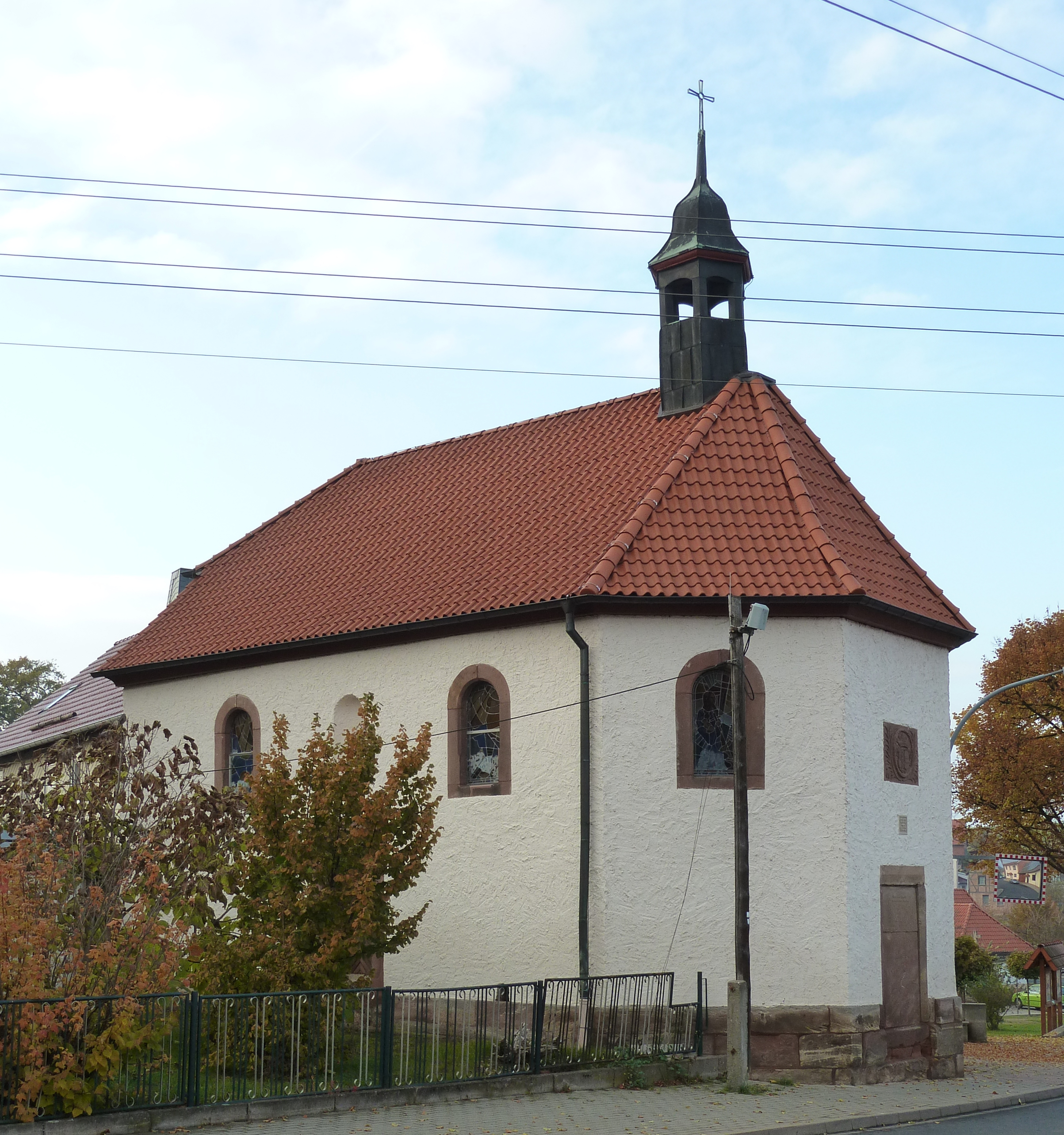
Magdalenenkapelle
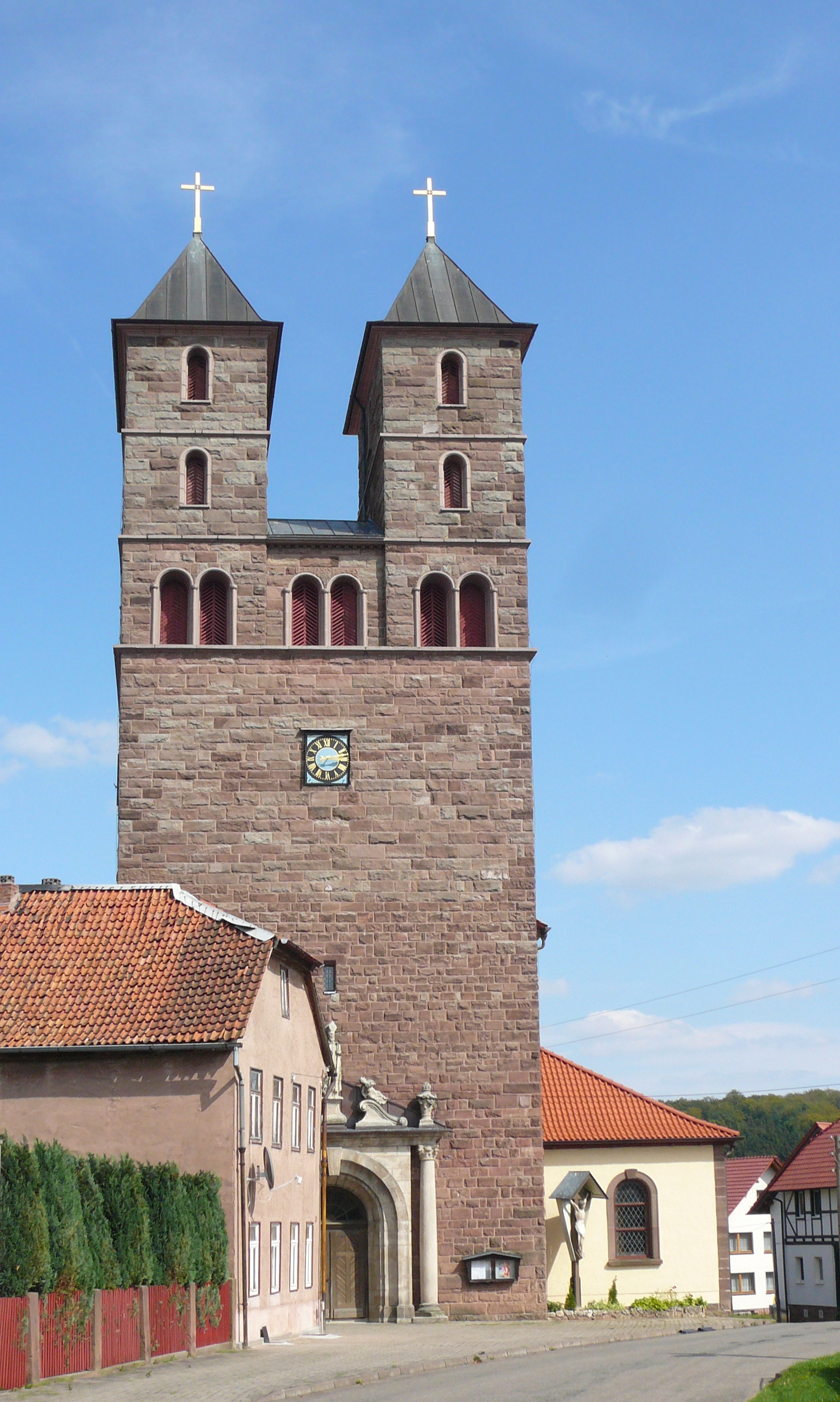
St.-Nikolaus-Kirche
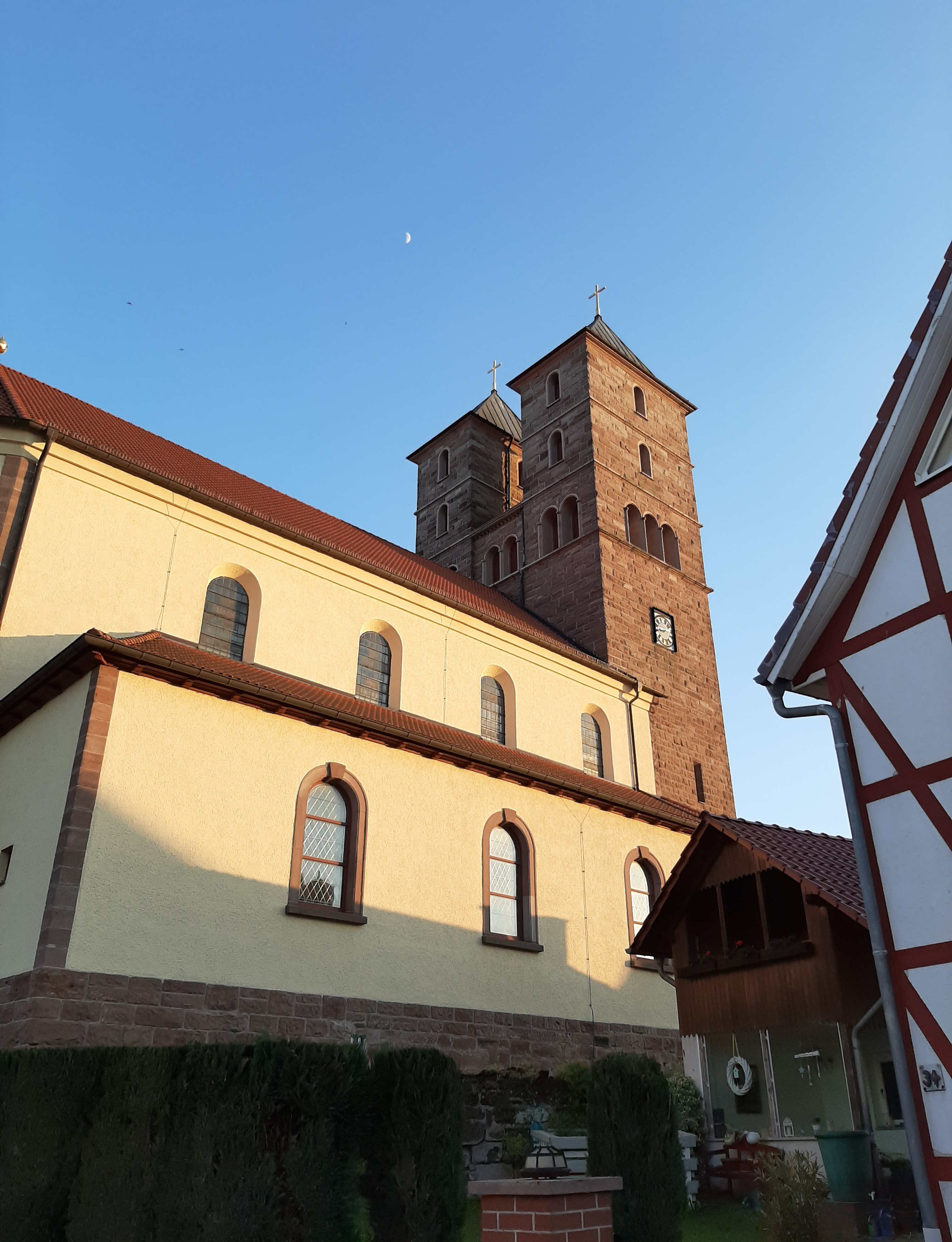
St.-Nikolaus-Kirche Siemerode
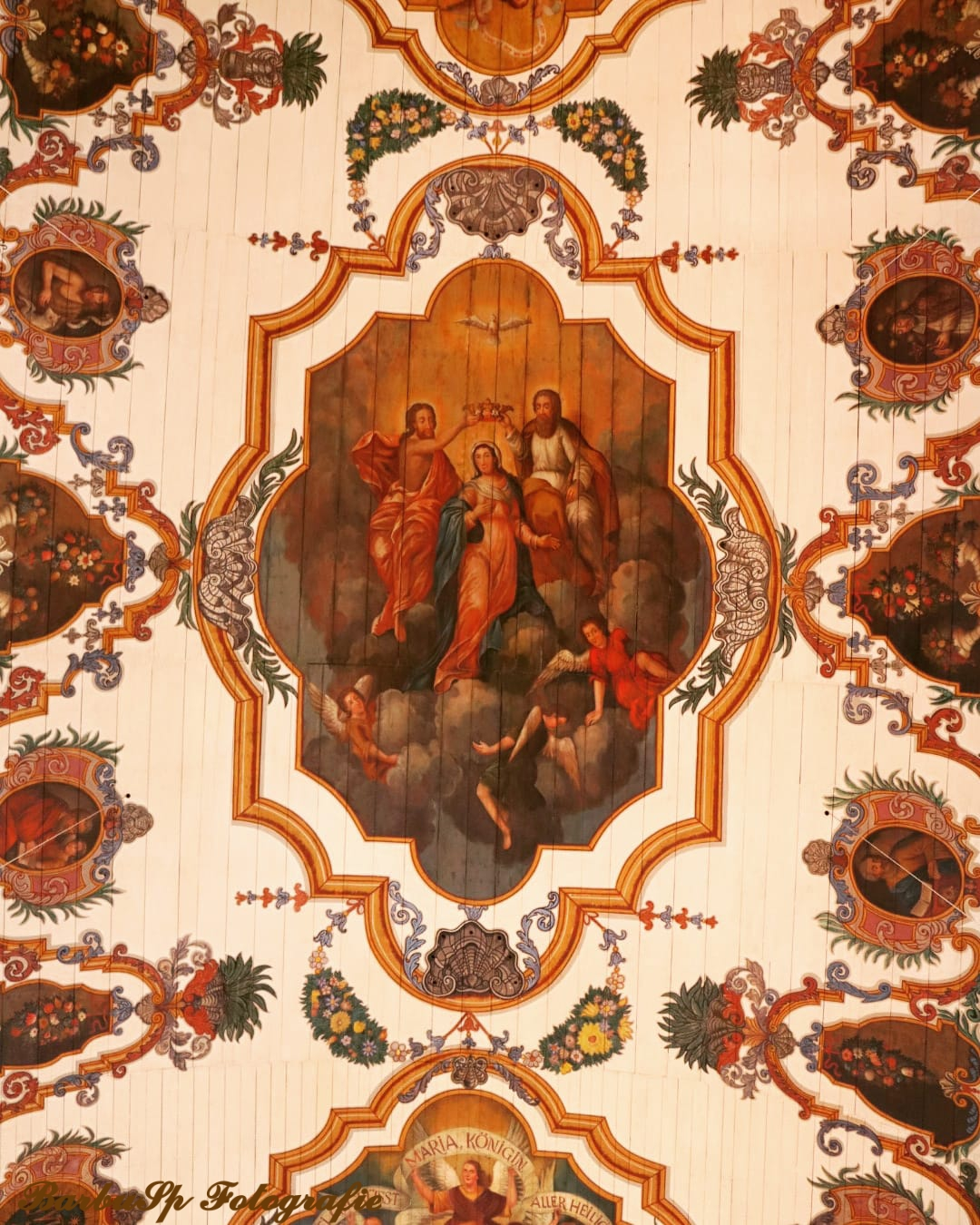
Deckenfresko der St.-Nikolaus-Kirche Siemerode

## Sehenswürdigkeiten
- Mariensäule im Mariengärtchen in Siemerode
- Kirche St. Nikolaus in Siemerode aus den Jahren 1732/33
- Magdalenenkapelle (Siemerode) (1706)

## Vereine
- Feuerwehr Siemerode
- Siemeröder Karnevalsverein – SCV
- Siemeröder Kirmesburschenverein
- Sportverein SV Grün-Weiss Siemerode